# مورچه‌مرغ یاپاکانا
مورچه‌مرغ یاپاکانا (نام علمی: Myrmeciza disjuncta) نام یک گونه از تیره مورچه‌مرغ است.